# Caelostomus agilis
Caelostomus agilis là một loài bọ chân chạy thuộc phân họ Pterostichinae. Loài này được Straneo mô tả năm 1938.
Loài này có ở Congo.